# Mostafa Mirhaszemi
Sejjed Mostafa Mirhaszemi, pers. سيد مصطفی میرهاشمی  (ur. 6 sierpnia 1974 w Szemszaku) – irański biegacz narciarski, olimpijczyk.
Zawodnik wystartował na Zimowych Igrzyskach Olimpijskich 2002 w Salt Lake City w biegu łączonym. Zajął odległe 76. miejsce na 80. sklasyfikowanych. Zawodnik ten startował w amatorskich zawodach w cyklu FIS Race. Osiągał nawet sukcesy (pierwsze i drugie miejsca) w konkursach rozgrywanych w Iranie - w Dizinie i Szemszaku.